# ساشا هيرشزون
ساشا هيرشزون (بالكرواتية: Saša Hiršzon)‏ مواليد 14 يوليو 1972 في فارازدين، جمهورية كرواتيا الاشتراكية، هو لاعب كرة مضرب كرواتي سابق وكان يلعب باليد اليمنى. أعلى تصنيف له في الفردي كان المركز الـ 214 في سنة 1993. أعلى تصنيف له في الزوجي كان المركز الـ 85 في سنة 1997. سبق أن شارك في دورة الألعاب الأولمبية الصيفية.

## النهائيات

### الزوجي: 2 (2–0)
| الحصيلة | الرقم | السنة | الدورة                    | الأرضية | الشريك            | المنافس في النهائي       | النتيجة في النهائي |
| ------- | ----- | ----- | ------------------------- | ------- | ----------------- | ------------------------ | ------------------ |
| الفوز   | 1.    | 1995  | بوردو، فرنسا              | صلبة    | غوران إيفانيسيفيش | هنريك هولم داني سابسفورد | 6–3, 6–4           |
| الفوز   | 2.    | 1997  | بطولة زغرب للتنس، كرواتيا | سجاد    | غوران إيفانيسيفيش | برنت هيجارث مارك كيل     | 6–4, 6–3           |

## روابط خارجية
- ساشا هيرشزون على موقع رابطة محترفي التنس (الإنجليزية)
- ساشا هيرشزون على موقع الاتحاد الدولي لكرة المضرب (الإنجليزية)
- ساشا هيرشزون على موقع كأس ديفيز (الإنجليزية)
- ساشا هيرشزون على موقع خلاصة التنس.كوم (الإنجليزية)
- ساشا هيرشزون على موقع اللجنة الأولمبية الدولية (الإنجليزية)
- ساشا هيرشزون على موقع أوليمبيديا (الإنجليزية)